# Хворостинино
Хворостинино — деревня в Волоколамском районе Московской области России. Входит в состав городского поселения Волоколамск. Население — 31 чел. (2010).

## География
Деревня Хворостинино расположена на западе Московской области, в центральной части Волоколамского района, у федеральной автодороги «Балтия» М9, примерно в 2 км к западу от центра города Волоколамска.
Ближайшие сельские населённые пункты — деревни Тимково и Беркино. Рядом с деревней протекают реки Селесня и Лама (бассейн Иваньковского водохранилища). В деревне три улицы — Лиственная, Ясная и Лиственный переулок.
Связана автобусным сообщением с районными центрами — городом Волоколамском и посёлком городского типа Шаховская.

## Население
| 1852 | 1859 | 1926 | 2002 | 2006 | 2010 |
| ---- | ---- | ---- | ---- | ---- | ---- |
| 87   | ↗138 | ↗185 | ↘31  | ↘29  | ↗31  |

## История
В «Списке населённых мест» 1862 года Хворостинино — владельческое сельцо 1-го стана Волоколамского уезда Московской губернии по правую сторону Рузского тракта (от города Волоколамска в Рузу), в 2 верстах от уездного города, при реке Ламе, с 21 двором и 138 жителями (70 мужчин, 68 женщин).
По данным на 1890 год входила в состав Тимошевской волости Волоколамского уезда, число душ мужского пола составляло 65 человек.
В 1913 году — 30 дворов, мукомольная мельница и хутор.
По материалам Всесоюзной переписи населения 1926 года — деревня Пороховского сельсовета Тимошевской волости, проживало 185 жителей (84 мужчины, 101 женщина), насчитывалось 36 крестьянских хозяйств.
С 1929 года — населённый пункт в составе Волоколамского района Московского округа Московской области. Постановлением ЦИК и СНК от 23 июля 1930 года округа как административно-территориальные единицы были ликвидированы.
1994—2006 гг. — деревня Волоколамского сельского округа Волоколамского района.
С 2006 года — деревня городского поселения Волоколамск Волоколамского муниципального района Московской области.

## Известные уроженцы
- Разоренов-Никитин Георгий Никитич — агитатор Алексеевско-Ростокинского райкома РКП(б) г. Москвы. Похоронен у Кремлёвской стены на Красной площади в Москве.